# L'Atzúbia
L'Atzúbia, en valencien et officiellement, (Adsubia en castillan) (on trouve également parfois en catalan L'Atzúvia), est une commune d'Espagne de la province d'Alicante dans la Communauté valencienne. Elle est située dans la comarque de la Marina Alta et dans la zone à prédominance linguistique valencienne.

## Géographie

Localisation d'Atzúbia
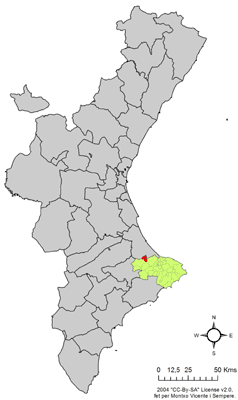
dans la Communauté valencienne.
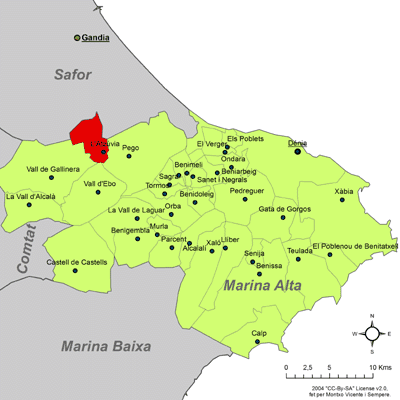
dans la comarque de la Marina Alta.

## Administration
| Période | Période  | Identité                    | Étiquette                                             | Qualité |
| ------- | -------- | --------------------------- | ----------------------------------------------------- | ------- |
|         |          |                             |                                                       |         |
| 1979    | 2009     | Manuel Reig Siscar          | UDC (1979-1983) puis AP (1983-1991) et PP (1991-2009) |         |
| 2009    | 2011     | José Server Vicens          | PP                                                    |         |
| 2011    | En cours | Josep Vicent Vidal Torralba | IAF                                                   |         |

## Patrimoine
- Château de Forna, château-fort du XIIIe siècle.